# Olivet (Tennessee)
Olivet es un lugar designado por el censo ubicado en el condado de Hardin en el estado estadounidense de Tennessee. En el Censo de 2010 tenía una población de 1.350 habitantes y una densidad poblacional de 86,56 personas por km².

## Geografía
Olivet se encuentra ubicado en las coordenadas 35°12′18″N 88°11′39″O / 35.20500, -88.19417. Según la Oficina del Censo de los Estados Unidos, Olivet tiene una superficie total de 15.6 km², de la cual 15.6 km² corresponden a tierra firme y (0%) 0 km² es agua.

## Demografía
Según el censo de 2010, había 1.350 personas residiendo en Olivet. La densidad de población era de 86,56 hab./km². De los 1.350 habitantes, Olivet estaba compuesto por el 96% blancos, el 1.48% eran afroamericanos, el 0.07% eran amerindios, el 0.22% eran asiáticos, el 0% eran isleños del Pacífico, el 0.52% eran de otras razas y el 1.7% pertenecían a dos o más razas. Del total de la población el 2.15% eran hispanos o latinos de cualquier raza.